# Laura Live World Tour 09
Laura Live World Tour 09 – czwarty koncertowy album włoskiej piosenkarki Laury Pausini, wydany w dniu 24 listopada 2009 roku. Tour rozpoczął się 28 lutego 2009 roku natomiast skończył się 23 grudnia tego samego roku. Trasa obejmowała takie kontynenty jak Europa (m.in Włochy, Francja, Niemcy, Hiszpania), Ameryka Północna (m.in Kanada, Stany Zjednoczone) i Ameryka Południowa (m.in Chile, Argentyna, Brazylia). Każda piosenka z płyty DVD została nakręcona w innym mieście. Dodatkowo dodano do płyty trzy nowe nieopublikowane piosenki czyli Con la musica alla radio, Non sono lei i Casomai.

## Lista utworów DVD
1. Intro – it's too late – Helsinki, Finlandia
2. Invece no – around the world
3. Come se non fosse stato mai amore – Florencja, Włochy
4. Medley Rock – Locarno, Włochy : Spaccacuore, Benedetta passione, La prospettiva di me, Parlami, Il mio beneficio
5. Un'emergenza d'amore – Werona, Włochy
6. Viveme – Barcelona, Hiszpania
7. Mille braccia – Neapol, Włochy
8. E ritorno da te – Barletta, Włochy
9. La geografia del mio cammino – Teramo, Włochy
10. Medley Pop – Barcelona, Hiszpania: Dove sei, Somos hoy, Un error de los grandes, Gente, Bellísimo así
11. Sorella terra – Turyn, Włochy
12. Io canto – Malta
13. Tra te e il mare – Rzym, Włochy
14. Le cose che vivi – Palermo, Włochy
15. Medley Soft – Bergamo: Il tuo nome in maiuscolo, Nel modo più sincero che c'è, Surrender, Due innamorati come noi, Prima che esci duet z Gianluca Grignani, In assenza di te, Incancellabile
16. La mia banda suona il rock – Cagliari, Włochy
17. Amores extraños – Nowy Jork, Stany Zjednoczone
18. Primavera in anticipo (It is My Song)- Monza, Włochy
19. E poi – Rzym, Włochy, dodatkowe wideo
20. Paris au mois d'aout deut z Fabrizio Pausini – Genewa, Szwajcaria, dodatkowe wideo
21. Napule è – Neapol, Włochy, dodatkowe wideo
22. Vitti na crozza – Palermo, Włochy, dodatkowe wideo
23. Heal the World – Palermo, Włochy, dodatkowe wideo
24. Con la musica alla radio (USA) – nowa piosenka, videoclip
25. Non sono lei (USA) – nowa piosenka, videoclip
26. Casomai – nowa piosenka, videoclip
27. Un fatto ovvio (Niemcy) – videoclip
28. Behind the scenes Live Tour 09
29. Con la musica alla radio – 3:43 – Making of the video
30. Non sono lei – 3:42 – Making of the video